# Ръждивоглава земна синявица
Ръждивоглавата земна синявица (Atelornis crossleyi) е вид птица от семейство Brachypteraciidae. Видът е почти застрашен от изчезване.

## Разпространение и местообитание
Разпространен е в Мадагаскар.